# Fondation Christian et Yvonne Zervos
La Fondation Christian-et-Yvonne-Zervos est une association française philanthropique, créée le 15 mars 1982 grâce au legs de Christian Zervos.
Son but est d'apporter à des artistes ou des architectes un financement pour leurs projets professionnels.
Son siège est à Vézelay dans le département de l'Yonne, et elle est responsable de la maison Zervos.

## Historique
Le collectionneur d'art Christian Zervos meurt le 12 septembre 1970. Dans son testament, il lègue sa maison (Maison Zervos), ses collections, ainsi que l'ensemble de ses biens à la ville de Vézelay, pour y créer une fondation. La Fondation Christian et Yvonne Zervos est créée le 15 mars 1982. En 1998, la maison Zervos est ouverte au public.
De 2001 à 2006, la Fondation présente un choix d’œuvres du Fonds régional d'art contemporain de Bourgogne.
En 2006, le prix Zervos-Région Bourgogne est créé.
En 2013 le label Maisons des Illustres est décerné à la maison Zervos gérée par la fondation.

## Fonctionnement
L’association est soutenue dans son fonctionnement et son projet culturel par la commune de Vézelay, la Fondation Morvan, Terre de vie en Bourgogne, le Conseil départemental de l’Yonne, la Région Bourgogne Franche-Comté et le Ministère de la Culture et de la Communication (DRAC Bourgogne Franche-Comté).

## Le prix Zervos - Région Bourgogne
Le prix Zervos est une récompense attribuée tous les deux ans, par un jury pour encourager un artiste ou un architecte dans sa carrière professionnelle,.

## Expositions présentées

### De 1982 à 1998
- « Gravures et linogravures de Picasso », à la salle gothique de la mairie de Vézelay (1982)
- « 90 œuvres du legs Zervos », au Dortoir des moines à Vézelay puis à la Maison du tourisme à Auxerre (1983)
- « Jean Hélion », à la salle gothique de la mairie de Vézelay (1984)
- « Le legs Zervos », au musée Rolin d’Autun (1984)
- « L'art abstrait des années 50 », à la salle gothique de la mairie de Vézelay  (1985)
- « Árpád Szenes », au Dortoir des moines à Vézelay (1986)
- « 30 portraits, linogravures de Picasso », au Musée lapidaire de Vézelay (1987)
- « Les œuvres de Picasso dans le legs Zervos », à Barcelone, Malaga, Sala et Miramar (1988)
- « Les peintres méditerranéens dans le legs Zervos » (1998) au Dortoir des moines à Vézelay

### Dans la maison Zervos
- Claude Stassart-Springer (2002)
- Henri-Charles Nogaret (2002)
- Michel Butor « Rencontre - Trajectoire » avec 43 artistes invités par l'écrivain (2002)
- Philippe Bonnet (2003)
- Grégory Masurovsky (2003)
- Régis Bouvier (2003)
- Arthur Aeschbacher, « Une poétique du dehors » (2004)
- Lucien Clergue et Gérard Simoën, « Le nu foudroyé » (2004)
- Judith Wolfe, « Partage éphémère » (2004)
- Isabel Duperray, « En lisière » (2005)
- Christian Sorg, « Tierra de calaceite » (2005)
- « Hommage à Yvette Szczupak-Thomas » (2005)
- « Hommage à Max-Pol Fouchet » (2010)
- Anthony Duchêne, « Accords faisandés »  (2013)

#### Cartes blanches à des critiques d'art ou à des collectionneurs
- Christian Besson, commissaire de l'exposition collective « La visite » (2006)
- Cédric Loire, commissaire de l'exposition collective « Surfaces de passage » (2007) Œuvres de Gabriele Chiari, Thierry Costesèque, Bruno Dumont, Ron Johnson, Bernard Joubert, Samuel Mathieu, Arnaud Vasseux.
- Vincent Gerard, commissaire de l'exposition « Le collectionneur » (2009) Photographies de Mark Lyon.
- Simon Bethenod et Olivier Rignault[9], commissaires de l'exposition « Là, demeure » (2012) Œuvres de Pascal Bircher, Jonas Dahlberg, Thomas Demand, Peter Downsbrough, Philippe Gronon, Corey McCorkle, Michael Sailstorfer, Hiroshi Sugimoto, Rachel Whiteread[10].
- Carte blanche à Annick et Louis Doucet, commissaires de l'exposition collective « CorpssproC » (2015) Œuvres de la collection Cynorrhodon-FALDAC[11] avec les artistes Olivier Alibert, Frédéric Amblard, Erwan Ballan, Claire Barbier, Olivier Baudelocque, Léa Bénétou, Maya Benkelaya, Hervé Bourdin, Élodie Boutry, Claude Briand-Picard, Jean-Philippe Brunaud, Sonia Burel, Benoît Carpentier, Claude Cattelain, Christophe Challange, Alphonsine David, Dominique De Beir, Jean-Louis Gerbaud, Gilles Guias, Cristine Guinamand, Sylvie Guiot, Natalia Jaime-Cortez, Marine Joatton, Merri Jolivet, Barbara Kwasniewska, Maëlle Labussière, Max Lanci, Jean-Pierre Le Boul'ch, Guy Le Meaux, Richard Negre, David Ortsman, Philippe Parrot-Lagarenne, Anna Picco, Daniel Pincham-Phipps, Delphine Pouillé, Charlotte Puertas, Emmanuel Rivière, Christophe Robe, Julia Scalbert, Robert Schwarz, Emma Souharce, Abdelkrim Tajiouti, Claude Viseux, Cécile Wautelet, Laura Zimmermann.

#### Expositions des lauréats du prix Zervos
- Claire-Lise Petitjean, « “à la Goulotte” et avant » (2008)
- Vincent Mauger (2010)
- Annelise Ragno, « Comme on déchire un drap » (2012)
- Gabriel Desplanques, « Maison Suzanne » (2014)

## Dirigeants
| Identité                             | Période       | Période | Durée |
| Identité                             | Début         | Fin     | Durée |
| ------------------------------------ | ------------- | ------- | ----- |
| Édith de la Héronnière (née en 1946) | 30 avril 2022 |         |       |

## Publications
Catalogues d'exposition :
- Sauce béarnaise syndrome, Anthony Duchêne, 2013
- Comme on déchire un drap, Annelise Ragno, 2012
- Là, demeure, catalogue en 2 volumes filmés, 2012
- Max-Pol Fouchet, le photographe, 2010
- Le collectionneur, Mark Lyon, 2009
- « à la Goulotte » et avant, Claire-Lise Petitjean, 2007
- Surface de passage, carte blanche au critique d'art Cédric Loire, 2007
- La Visite, carte blanche au critique d'art Christian Besson, 2006
- Parcours, les artistes méditerranéens dans le legs Zervos, 1998
- 90 œuvres provenant du legs Zervos, expositions d'Auxerre et de La Goulotte, 1983